# Charlie Chin
Charlie Chin est un acteur chinois né le 19 mai 1948 à Nankin.

## Biographie
Charlie Shin est né à Nankin le 19 mai 1948. Alors qu'il est encore enfant, il déménage à Hong Kong et y reste jusqu'à l'âge de 12 ans. Il part ensuite à Taïwan pour entrer dans une école d'opéra de Pékin.
Il décide à l'âge de 20 ans de retourner à Hong Kong où il signe un contrat avec la Guo Tai Movie. Son premier rôle sera dans le film The First Love in Summer. C'est ensuite à Taïwan qu'il décide de continuer sa carrière.
Il obtiendra la consécration en jouant dans le film A Heart With a Million Knots. Grâce à ce succès, il joue dans beaucoup de films, surtout des films d'amour où il a souvent les actrices Lin Ching Hsia et Joan Lin comme partenaire. 
En 1975, il remporte le Golden Horse du meilleur acteur pour sa performance dans Long Way From Home, titre qu'il remportera à nouveau grâce à sa sublime performance dans le film Ren Zai Tian Ya en 1977.
Il remporte à nouveau la consécration en jouant dans Le Gagnant de et avec Sammo Hung en 1983 où il interprète l'un des cinq rôles principaux (il incarne le personnage Vaseline) rôle qu'il reprendra dans les deux autres volets Le Flic de Hong Kong en 1985 et Le Flic de Hong Kong 2 également en 1985.
Les autres acteurs du films (John Shum, Richard Ng, Stanley Fung et bien sûr Sammo Hung) reprendront également leurs rôles. Au début des années 1980, Charlie Shin décide de goûter à de nouveaux genres cinématographiques.
On peut le voir dans le film de guerre Eastern Condors (1987) et le polar noir On The Run (1988). Il décide ensuite de s'éclipser du monde du cinéma.
Il vit aujourd'hui avec sa femme et ses deux enfants en Californie où il est devenu un homme d'affaires.

## Filmographie parcellaire
- 1973 : Le Jeune Tigre (film) : le chauffeur de taxi
- 1973 : La Revanche de miss karaté
- A Heart With A Million Knots (1973)
- The Call Girls (1973)
- Pure Love (1974)
- Love Love Love (1974)
- Long Way From Home (1974)
- Hiroshima 28 (1974)
- Come Rain Or Come Shine (1974)
- Misty Drizzle(1975)
- Trio Love (1976)
- Time For Wine And Roses (1976)
- Tainted Love (1976)
- There's No Place Like Home (1977)
- Ren Zai Tian Ya (1977)
- Men Of The Hour (Red Ninja) (1977)
- Eternal Love (1977)
- Don't Kiss Me On The Street (1977)
- Young Lovers (1978)
- Misty Moon (1978)
- Touch Of Fair Lady (1979)
- The Misty Rain of Yesterday's (1979)
- Night News (1980)
- Love Massacre (1981)
- Marianna (1982)
- The Captain And I (1982)
- Coolie Killer (1982)
- Le Gagnant (1983)
- Heaven Can Help (1984)
- Le Flic de Hong Kong (1985)
- Le Flic de Hong Kong 2 (1985)
- Sunset In Geneva (1986)
- Eastern Condors (1987)
- On The Run (1988)
- King Of Stanley Market (1988)
- Carry On Hotel (1988)

## Récompenses
Golden Horse du meilleur acteur dans Long Way From Home en 1975.
Golden Horse du meilleur acteur dans Ren Zai Tian Ya en 1978.